# Adriano Aragozzini
Adriano Aragozzini (Roma, 3 luglio 1938) è un giornalista, produttore discografico, produttore teatrale, produttore televisivo e direttore artistico italiano.

## Biografia
A 22 anni comincia a lavorare come giornalista per la rivista Sorrisi e canzoni e poi per Oggi. Durante un'intervista conosce Gino Paoli che in seguito lo vorrà come proprio manager. Da allora Aragozzini sarà impegnato nella promozione di artisti musicali come Luigi Tenco, Domenico Modugno (a cui lo legherà un profondo sodalizio umano oltre che artistico), Nico Fidenco e Patty Pravo. A partire dagli anni settanta Aragozzini organizza in Italia spettacoli di noti artisti internazionali quali Tina Turner, Sammy Davis Jr., Ray Charles, Ella Fitzgerald e Sarah Vaughan, mentre nel 1978 comincia a lavorare anche come produttore di film ed eventi televisivi.
Viene ricordato soprattutto per essere stato il patron del Festival di Sanremo nelle edizioni dal 1989 al 1991. Nel 1990, sotto la sua organizzazione, viene ripristinata l'esecuzione interamente dal vivo dei brani in gara, con l'accompagnamento degli artisti da un'orchestra di cinquanta elementi, e viene introdotto l'abbinamento di ciascun brano ad un artista internazionale, chiamato a riproporre il pezzo in una lingua prescelta. Nel 1992 e nel 1993 torna al Festival come produttore esecutivo. Negli anni novanta collabora con successo con Renzo Arbore, dedicandosi ad organizzare il tour internazionale dell'Orchestra Italiana. Nel 1995 Rudy Giuliani, sindaco di New York, gli consegna la cittadinanza onoraria della città per il suo lavoro come promotore della cultura italiana. Nel 1998 organizza allo stadio Olimpico di Roma, per la prima volta concesso integralmente per un evento musicale con il palco al centro del campo, il concerto di Claudio Baglioni che farà il tutto esaurito e il record italiano di spettatori paganti in un singolo concerto in uno stadio.
Nel 2001 Aragozzini perde la primogenita Gigliola di soli ventitré anni a causa della leucemia. Nel gennaio del 2003 è il principale promoter di un programma trasmesso da Rai 2, Stupido Hotel, con un ricco cast di artisti. Il varietà, che vede tra gli ospiti anche il discusso arbitro Byron Moreno, non ha successo e viene cancellato dopo una sola puntata. Dal 2006 al 2008 partecipa come critico televisivo alla trasmissione satirica Markette, condotta da Piero Chiambretti, in onda su LA7. Nel 2014 esordisce come attore nel film Le ali del destino, diretto da Gianna Menetti e Vittorio Viscardi.

### Vita privata
È stato sposato tre volte: con Gabriella, con Gioia (da cui è rimasto vedovo) e con Olimpia; ha avuto una figlia Gigliola, morta nel 2001 a soli ventitré anni a causa della leucemia, successivamente dalla terza moglie ha avuto altri tre figli: Gigliola, Gioia (hanno i nomi della figlia e della moglie scomparse) e Adriano jr.; si professa cattolico.

## Opere
- Enciclopedia del Festival di Sanremo: quarant'anni di musica e costume, Milano, Rusconi, 1990, ISBN 88-18-12082-4.
- Questa sera canto io: splendori, miserie, passioni, tradimenti, segreti e trasgressioni in 50 anni di canzone italiana, Milano, La nave di Teseo, 2017, ISBN 978-88-93441-20-9.